# Cerkiew św. Gabriela Zabłudowskiego w Iwiu

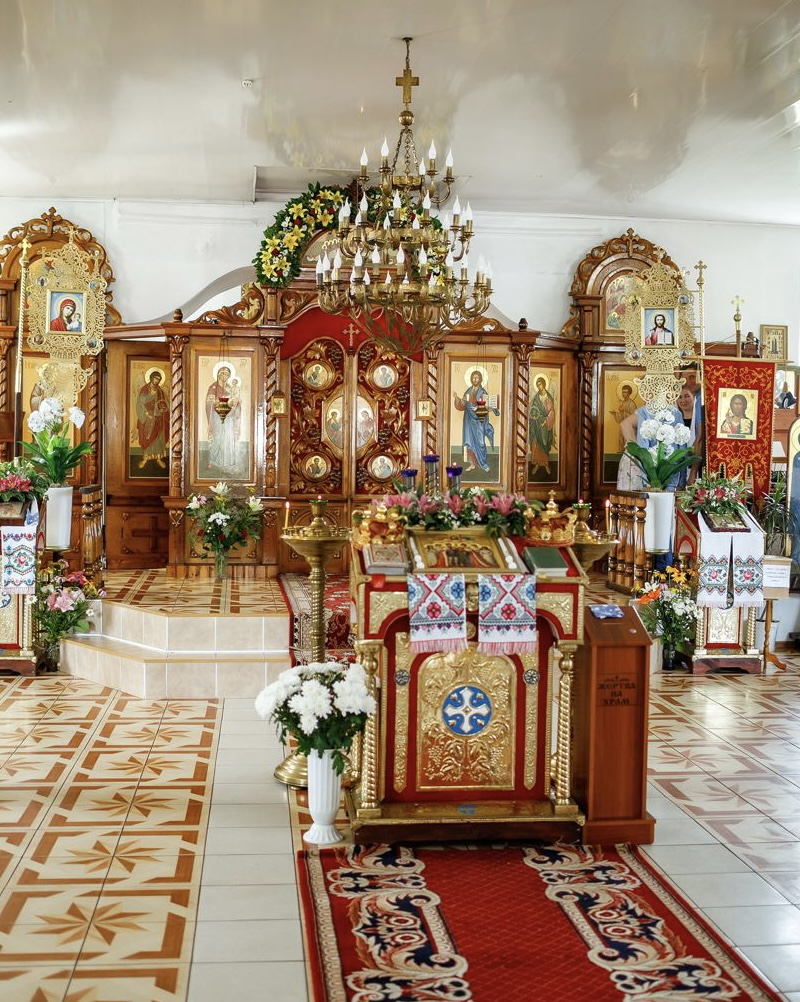
Wnętrze (2022)

Cerkiew pod wezwaniem św. Gabriela Zabłudowskiego – prawosławna cerkiew parafialna w Iwiu, w dekanacie iwiejskim eparchii lidzkiej Egzarchatu Białoruskiego Patriarchatu Moskiewskiego.
Cerkiew znajduje się przy ulicy 1 Maja.
W początkach XX w. był to budynek mieszkalny. Po II wojnie światowej mieściła się tam izba porodowa, a od lat 80. – żłobek i przedszkole. W 1993 obiekt przekazano prawosławnym i zaadaptowano na cerkiew. Świątynię konsekrował w 1995 patriarcha moskiewski i całej Rusi Aleksy II.